# نمط الرجعية

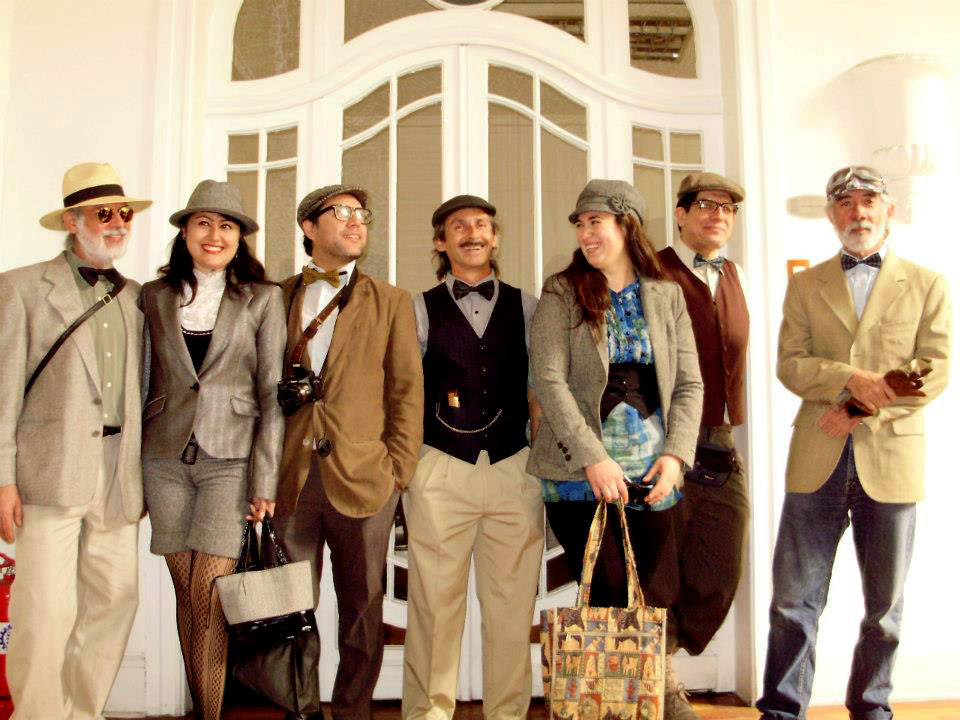
نمط ملابس قديم

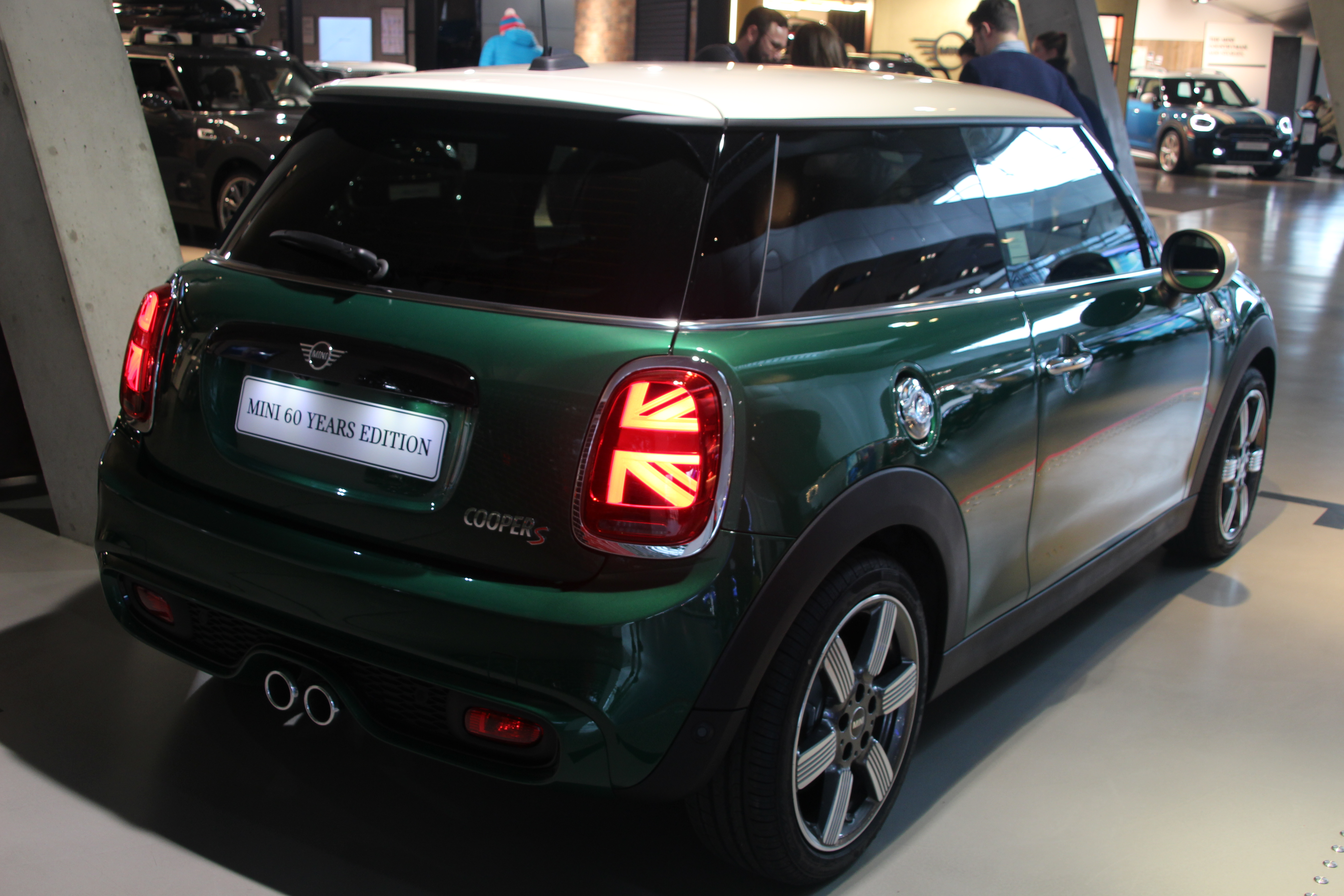
سيارة ميني جديدة بتصميم قديم

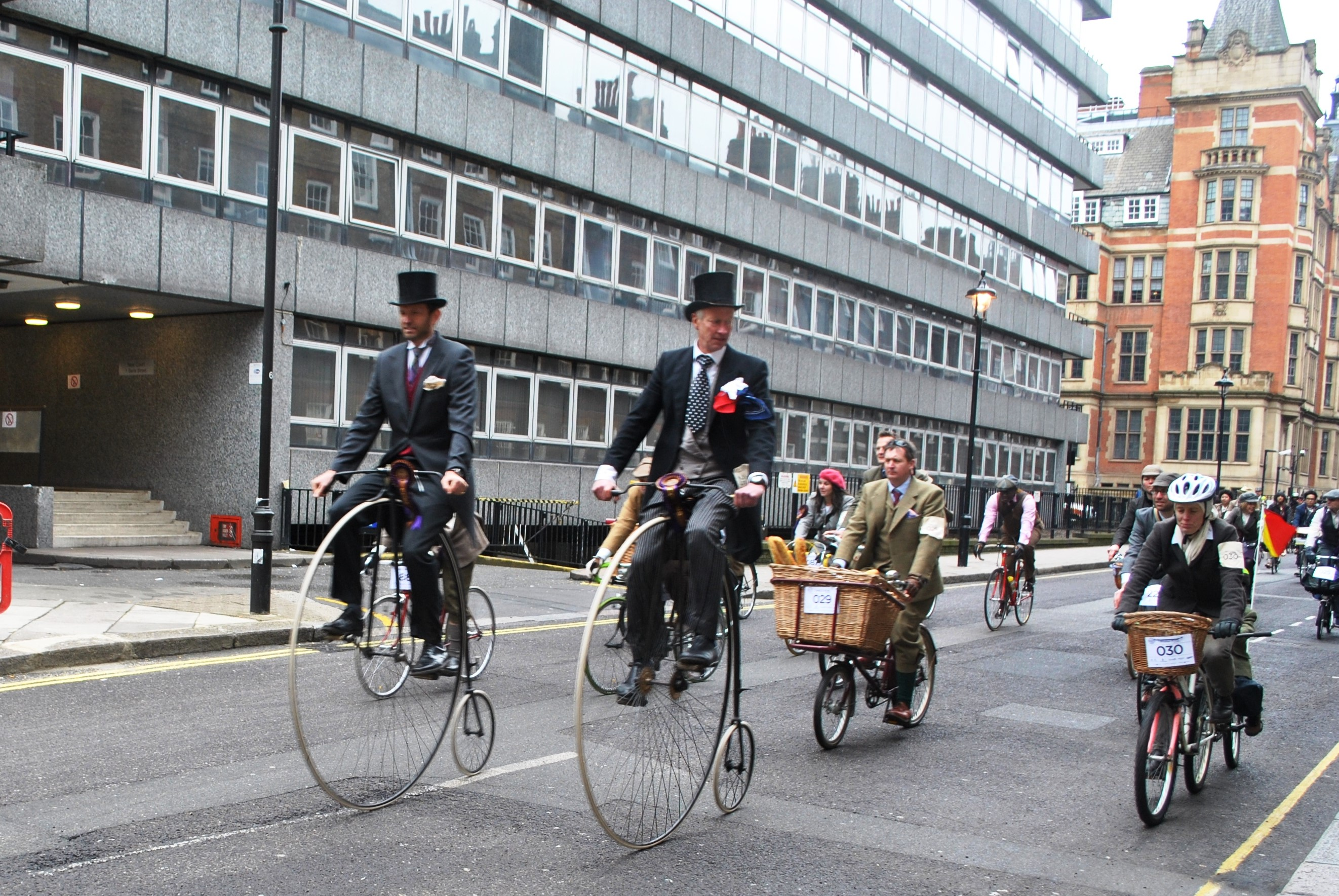
وسيلة نقل قديمة (نسخة طبق الأصل من دراجات بيني فارثينج)

النمط الرجعي هو تقليد أو مشتق بوعي من أنماط الحياة أو الاتجاهات أو الأشكال الفنية من التاريخ، بما في ذلك الموسيقى أو الأنماط أو الموضات أو المواقف. في الثقافة الشعبية، عادةً ما تستمر "دورة الحنين " للعقدين اللذين يبدأان منذ 20 إلى 30 عامًا.

## تعريف
تم استخدام مصطلح الرجعية منذ عام 1972 لوصف من ناحية المصنوعات اليدوية الجديدة التي تشير بوعي ذاتي إلى أنماط وزخارف وتقنيات ومواد معينة من الماضي. ولكن من ناحية أخرى، يستخدم العديد من الأشخاص هذا المصطلح لتصنيف الأنماط التي تم إنشاؤها في الماضي. يشير النمط القديم إلى أشياء جديدة تعرض خصائص الماضي. على عكس تاريخية الأجيال الرومانسية ، فإن الماضي القريب هو في الغالب ما يسعى الرجعية إلى تلخيصه، مع التركيز على المنتجات والأزياء والأساليب الفنية المنتجة منذ الثورة الصناعية، والأساليب المتعاقبة للحداثة . الكلمة الإنجليزية مشتقة من البادئة اللاتينية retro ، والتي تعني إلى الوراء، أو في الأوقات الماضية.
في فرنسا، اكتسبت كلمة rétro ، وهي اختصار لـ rétrospectif ، رواجًا ثقافيًا مع إعادة تقييم شارل ديغول فرنسا في الحرب العالمية الثانية . أعاد الأسلوب الفرنسي القديم في السبعينيات تقييم سلوك المدنيين الفرنسيين خلال الاحتلال النازي في الأفلام والروايات. وسرعان ما تم تطبيق مصطلح "ريترو"على الأزياء الفرنسية التي تبعث على الحنين إلى الماضي والتي تستحضر نفس الفترة.
بعد ذلك بوقت قصير، تم تقديم الرجعية إلى اللغة الإنجليزية من خلال صحافة الموضة والثقافة، حيث تشير إلى إحياء ساخر إلى حد ما للأزياء القديمة ولكن الحديثة نسبيًا. في كتابه المحاكاة والمحاكاة ، يصف المنظر الفرنسي جان بودريار الرجعية بأنها إزالة أسطورية من الماضي، وإبعاد الحاضر عن الأفكار الكبيرة التي قادت العصر الحديث.
يتم استخدام الرجعية الأكثر شيوعًا لوصف الأشياء والمواقف من الماضي القريب والتي لا تبدو حديثة أبدًا. تشير إلى تحول جذري في الطريقة التي نتعامل بها مع الماضي. يختلف مصطلح "الرجعية" عن الأشكال التقليدية للإحياء، فهو يشير إلى اعتبار نصفه ساخر ونصفه حنين للماضي القريب؛ وقد أطلق عليه اسم "الحنين غير العاطفي"، مستذكرًا الأشكال الحديثة التي لم تعد موجودة. يرتبط مفهوم الحنين بالرجعية، لكن الرغبة الحلوة والمرة في أشياء وأشخاص ومواقف من الماضي لها موقف ساخر في الأسلوب الرجعي. تظهر الرجعية الحنين إلى الماضي مع جرعة من السخرية والانفصال. إن الرغبة في التقاط شيء من الماضي وإثارة الحنين يغذيها عدم الرضا عن الحاضر.

## أنواع
منذ الثمانينات، توسعت مضامين كلمة الرجعية في التطبيق على وسائل مختلفة. اعتمدت العديد من المجالات المصطلح من مجال التصميم.

### أشياء

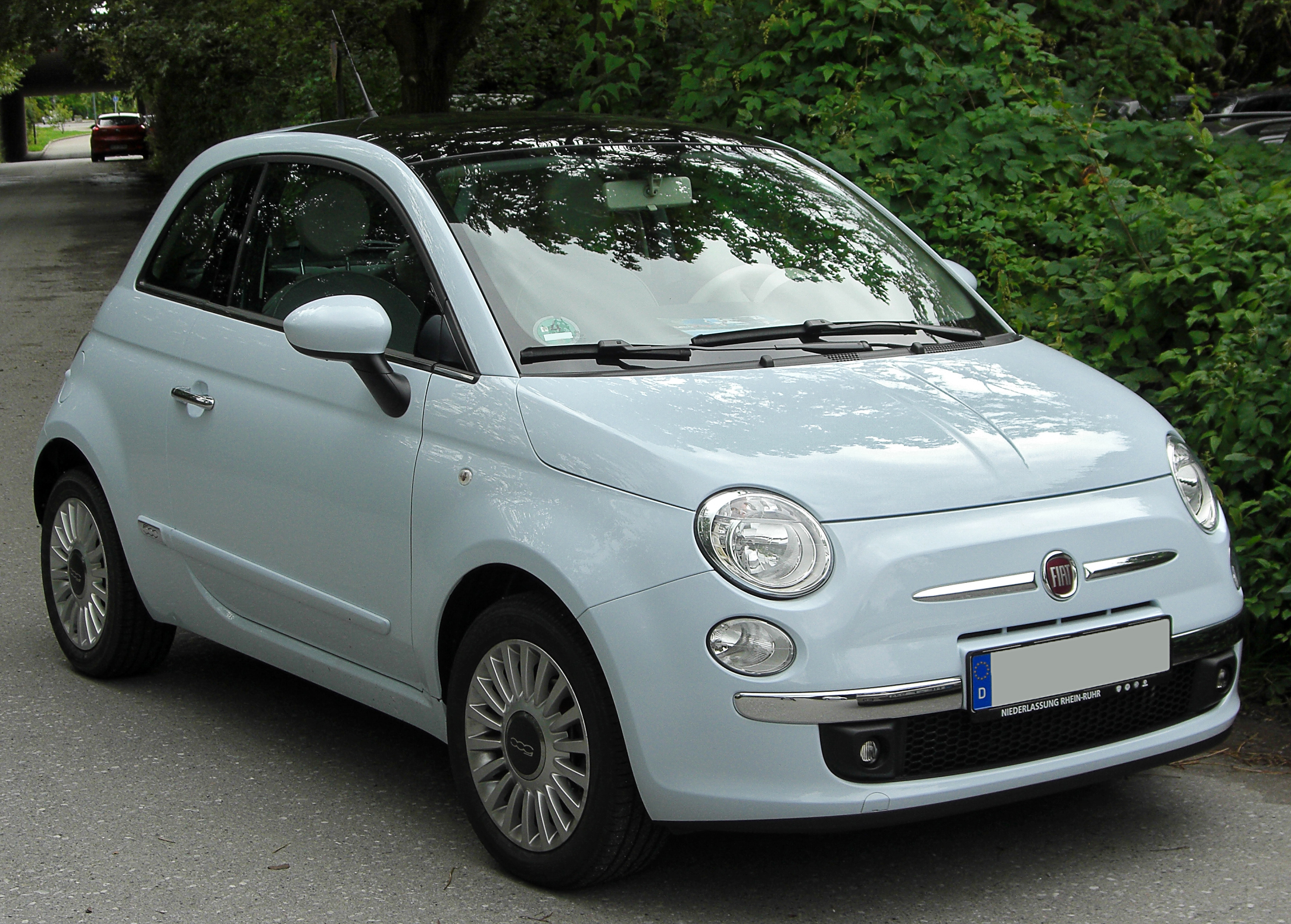
فيات 500 الحديثة

حتى ستينيات القرن العشرين، كانت الديكورات الداخلية غالبًا ما تُزين بالتحف. خلال الستينيات في لندن، بدأت المتاجر في بيع قطع الأثاث المستعمل. وقد اختلفت هذه المحلات عن محلات التحف السابقة لأنها كانت تبيع أشياء من الحياة اليومية من الماضي القريب. كان يُنظر إلى هذه الأشياء على أنها خردة: علامات المينا الفيكتورية، والدببة المحشوة، والأثاث القديم المطلي بالرافعات، وقبعات البولينج وما إلى ذلك. وظهرت طريقة جديدة لإنتاج واستهلاك الماضي، وتم استخدام مجموعة واسعة من الأشياء من الماضي القريب تصاميم جديدة.

### تصميم داخلي

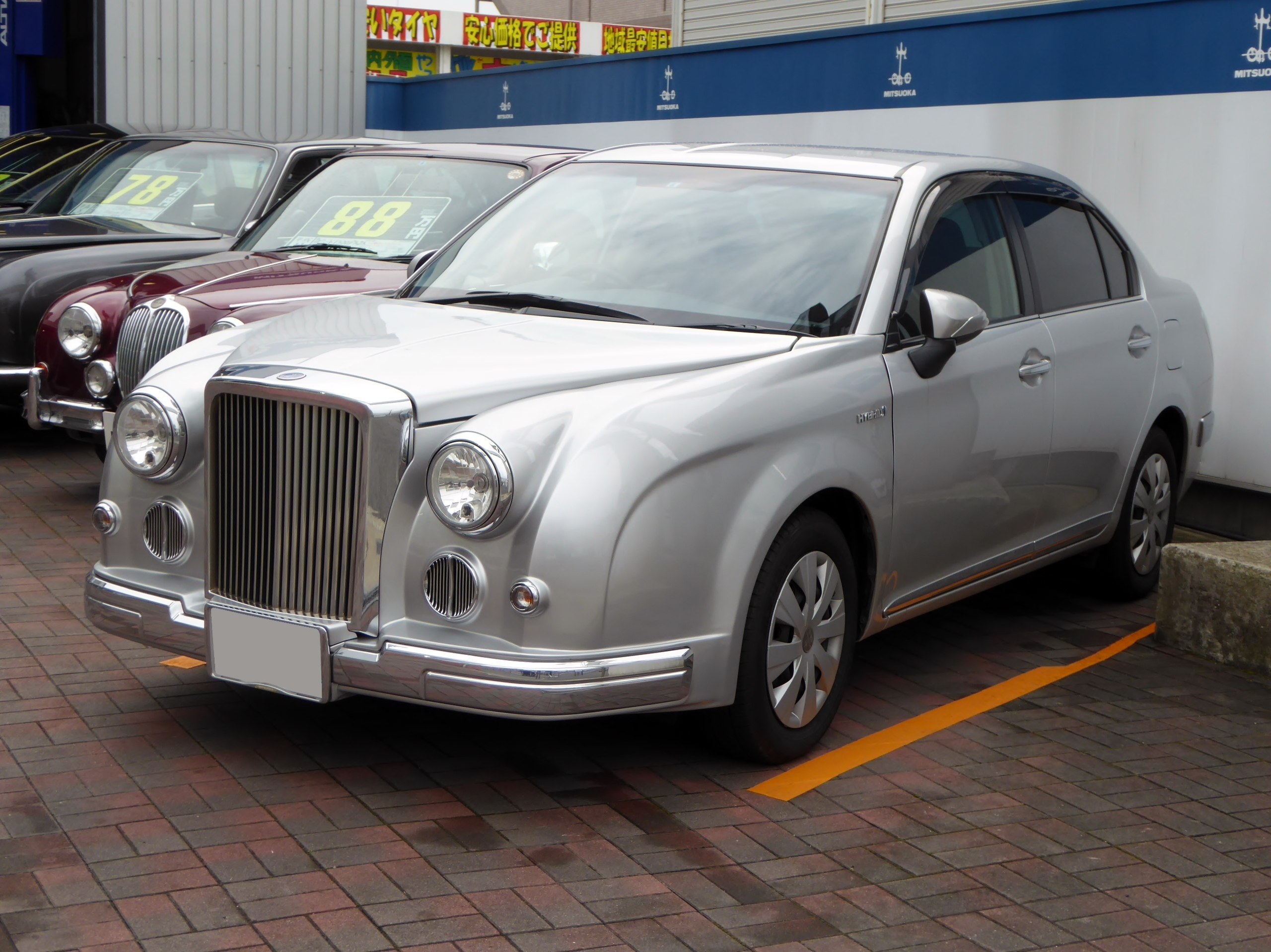
محرك ميتسوكا ريوجي الهجين (E165)

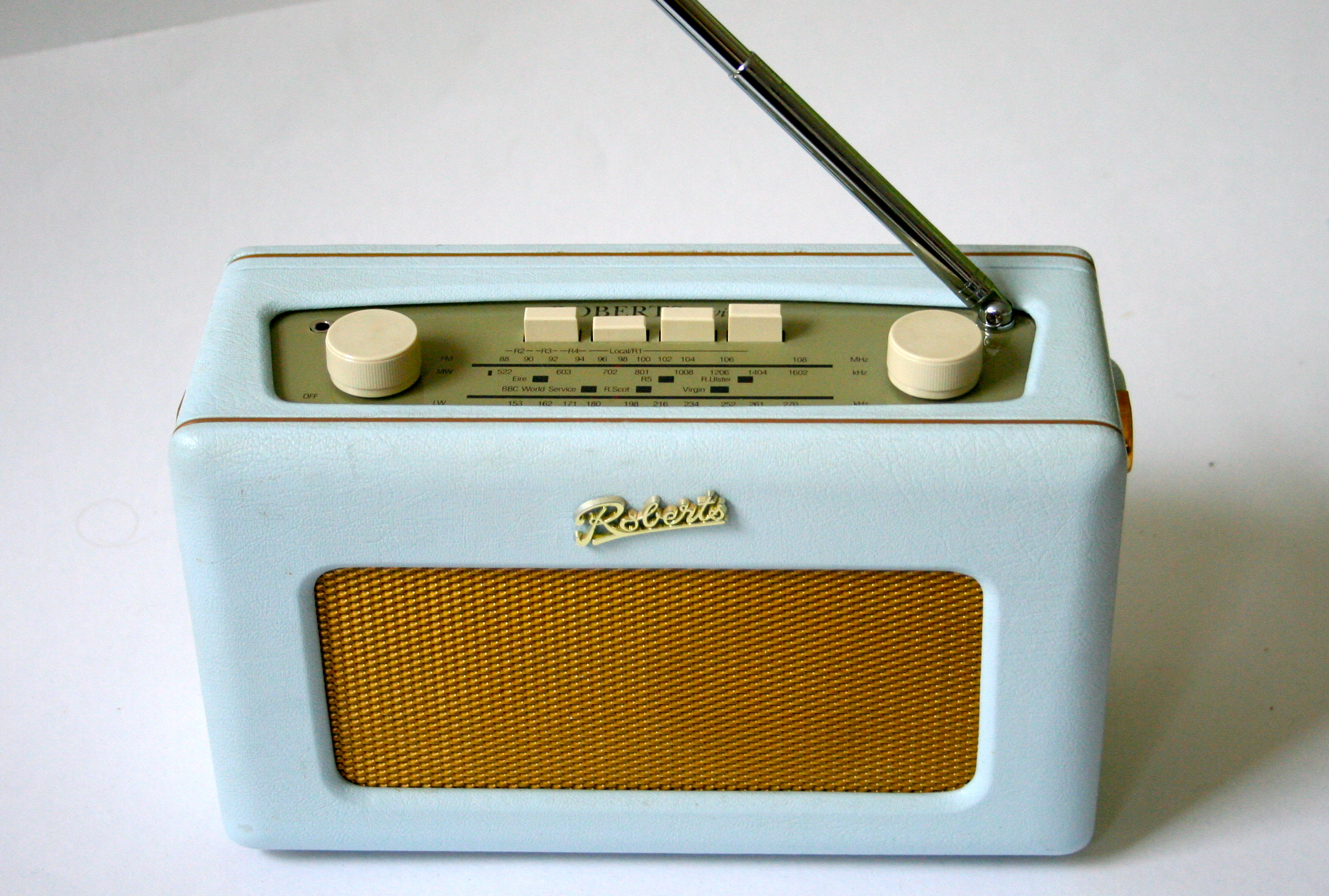
راديو Roberts Revival الحديث يعتمد على تصميم الستينيات

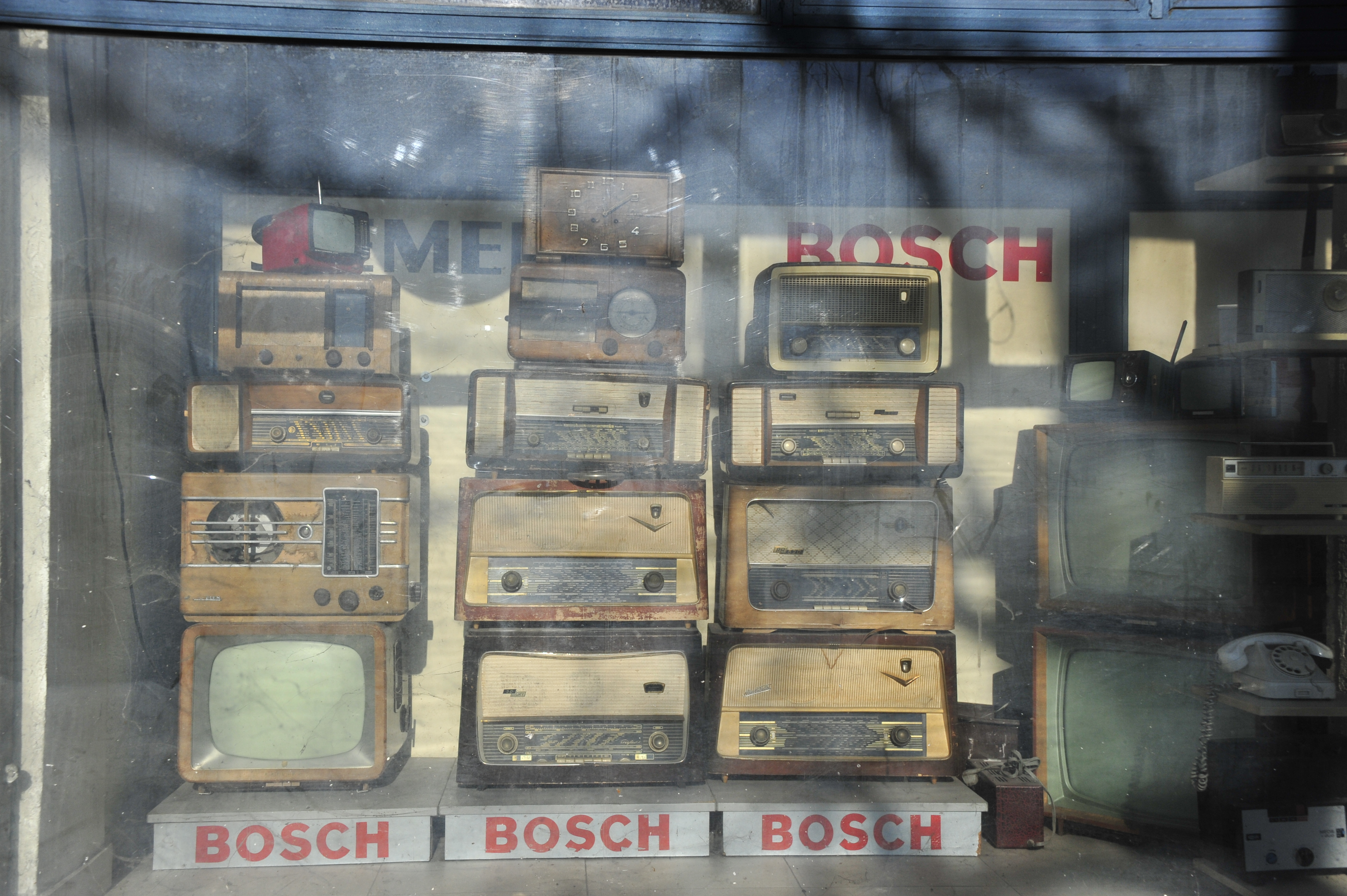
التقنيات الرجعية (أجهزة الراديو وأجهزة التلفزيون)

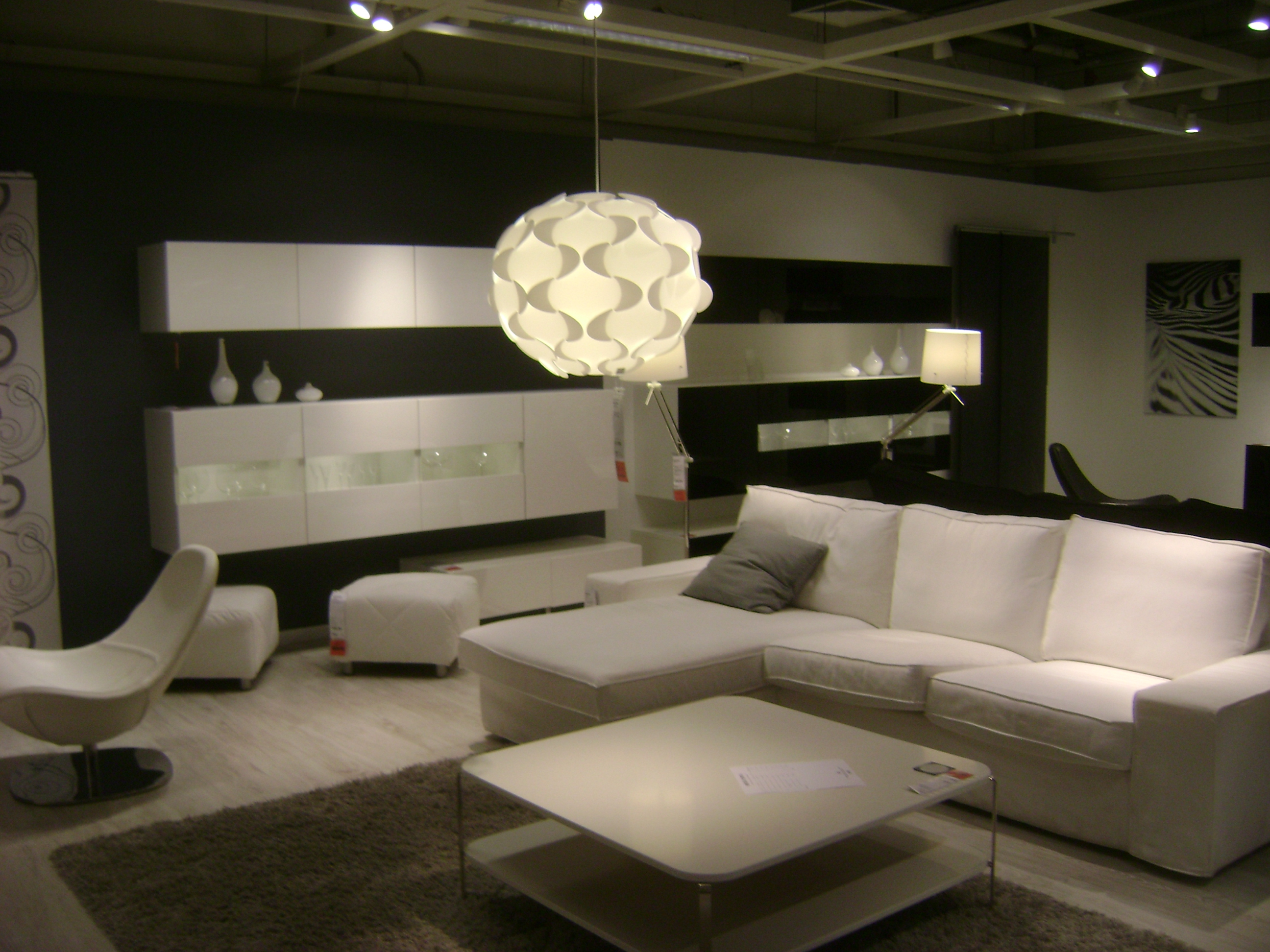
مصباح قديم من ايكيا ، يشير إلى السبعينيات

غالبًا ما تعرض مجلات التصميم الداخلي الطراز القديم كديكور داخلي لأنماط وأشياء مختلطة من الماضي والمستعمل والجديد. على سبيل المثال، ورق الحائط المزخرف من السبعينيات، جنبًا إلى جنب مع الأثاث المستعمل أيضًا من السبعينيات أو الستينيات أو الخمسينيات من القرن العشرين. لقد زادت قيمة القطع الأثرية القديمة، لأن الأشياء كانت تعتبر من الطراز القديم وكل يوم. في هذه الحالة، تشير كلمة "رجعي" إلى قيمة، وهذا أيضًا أحد الأسباب التي تجعل تجار التجزئة اليوم ينتجون أشياء جديدة بأسلوب قديم.

### التصميم الجرافيكي والطباعة والتعبئة والتغليف
قبل وقت طويل من استخدام كلمة الرجعية، أشار التصميم الجرافيكي إلى الخصائص الرسومية السابقة. يمكن اعتبار ويليام موريس كمثال: بالنسبة لتصميم الكتب وأغراض أخرى، اعتمد إنتاج العصور الوسطى والنماذج الأسلوبية في عام 1891. علاوة على ذلك، في بداية القرن العشرين، تم استخدام الزخارف القوطية والباروكية والروكوكو في المنتجات الجديدة.
في الطباعة ، كان للكلاسيكية تأثيرًا دائمًا طوال القرن العشرين، وفي الطباعة الخشبية المبكرة أيضًا. أتاح إدخال تقنية التركيب الضوئي في الستينيات للمصممين مرونة أكبر في اختيار وترتيب أنماط الكتابة وأحجامها. على سبيل المثال، تم تطوير الخطوط المخدرة، مستوحاة من الفن الحديث والثقافات الأخرى. تُستخدم الأساليب التاريخية أيضًا في ترويج وتغليف المنتجات الغذائية والمنزلية، في إشارة إلى ذكريات الطفولة والمثل العليا للحنين إلى الماضي.
في تصميم الشعارات، تم تسليط الضوء على الشعارات الرجعية. قامت العلامات التجارية بدمج تصميمات شعار قديمة لتسليط الضوء على صوت علامتها التجارية ورسالتها: نظيفة وكلاسيكية وتذكرنا بالماضي القريب.

### تصميم الأزياء

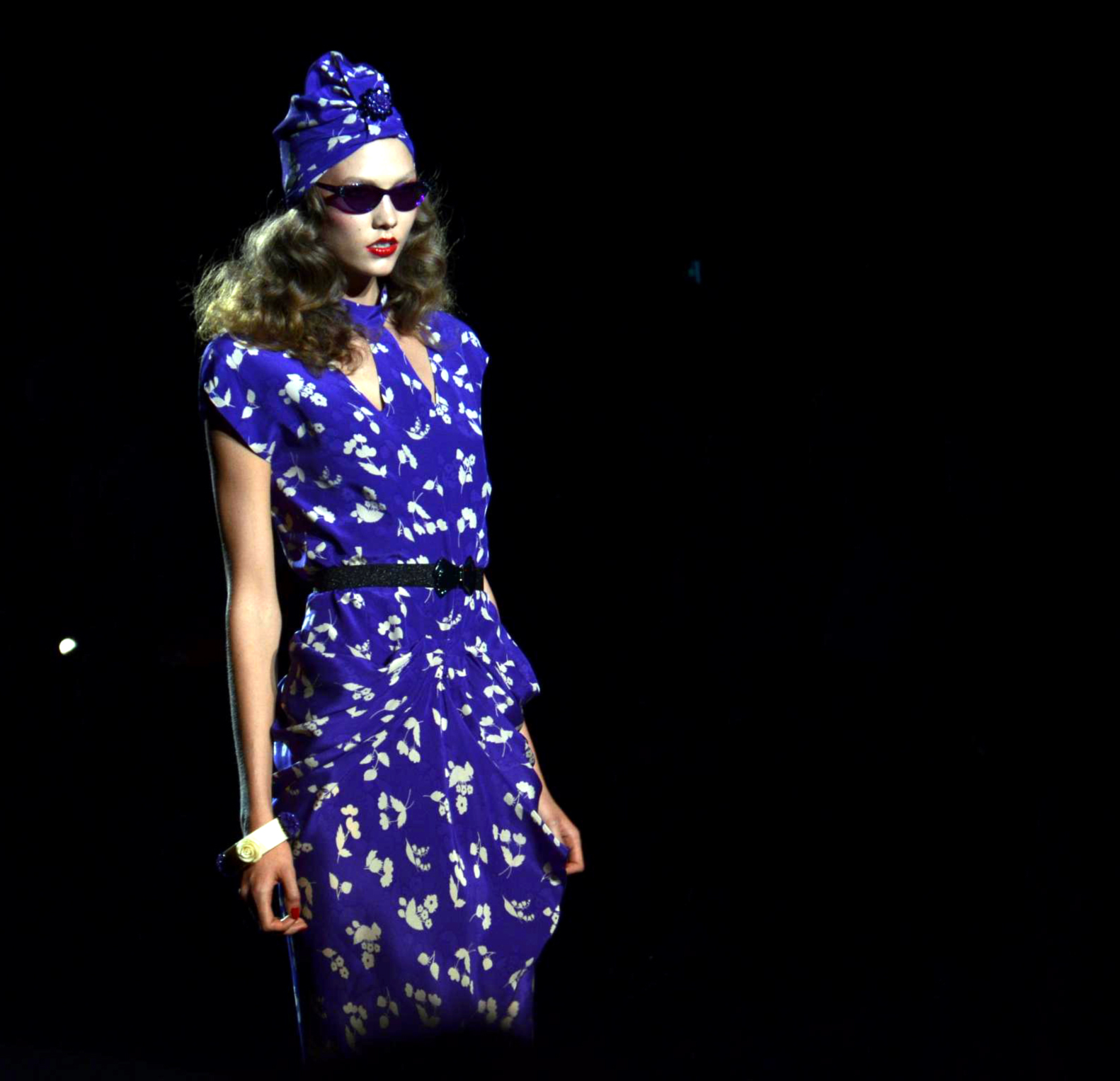
فستان على الطراز القديم من الأربعينيات مع عمامة، مصمم باللون الأزرق الكهربائي الحديث، من تصميم كارلي كلوس في عرض آنا سوي عام 2011

في العقد الأول من القرن الحادي والعشرين والعقد الثاني من القرن الحادي والعشرين، كان هناك إحياء لألوان الباستيل والنيون، المرتبطة بشكل نمطي بأزياء الثمانينيات وأوائل التسعينيات (حيث كان إحياء الباستيل في الثمانينيات بمثابة ولادة جديدة لاتجاه الخمسينيات). في هذا الوقت أيضًا، عاد الجينز عالي الخصر على طراز أواخر الثمانينيات مع محبو موسيقى الجازمن الإناث. في العقد الأول من القرن الحادي والعشرين وعشرينيات القرن الحادي والعشرين، عادت أزياء التسعينيات: أصبحت العديد من الأقمشة والأنماط التي كانت منتشرة في كل مكان في ذلك العقد (مثل المخمل المسحوق والزهور) شائعة الآن، كما صنعت دكتور مارتنز ، وهي علامة تجارية للأحذية مشهورة في التسعينيات، عودة قوية في أوائل عام 2010، حيث كان 2011–12 هو الموسم الأكثر مبيعًا للشركة البريطانية على الإطلاق.

### الفن الرجعي

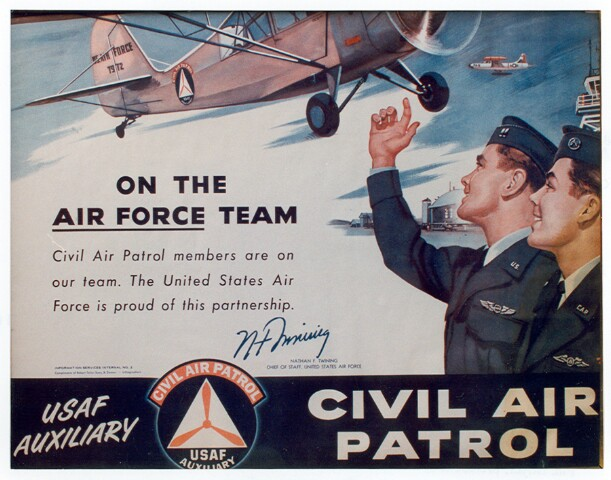
ملصق من حقبة الخمسينيات بأسلوب فن البوب، والذي يعتمد عليه الفن القديم.

النمط الذي يسمى الآن الفن القديم هو نوع من فن البوب الذي تم تطويره من الأربعينيات إلى الستينيات، استجابة للحاجة إلى رسومات جريئة وملفتة للنظر كان من السهل إعادة إنتاجها على المطابع البسيطة المتوفرة في ذلك الوقت في المراكز الرئيسية. شهد فن الإعلان القديم انتعاشًا في شعبيته نظرًا لتميز أسلوبه عن التصميم الحديث الذي تم إنشاؤه بواسطة الكمبيوتر. تستخدم الفنانة المعاصرة آن تينتور فن الإعلان القديم كمحور لتعليقها المستمر على المرأة العصرية. تتضمن ميزات التصميم المحددة تصميم الآلة التناظرية والبرامج التلفزيونية القديمة.
أحد الأمثلة الشهيرة لشخصية فن البوب الرجعي هو الشكل الأكثر عمومية لأيقونة JR "Bob" Dobbs - المصممة على طراز Ward Cleaver والتي تم تشغيلها ونسخها ومحاكاة ساخرة على نطاق واسع.

### الإعلام والثقافة

#### السينما والموسيقى والأزياء والتلفزيون
تنبأ ألبوم أمهات الاختراع Cruising with Ruben & the Jets في عام 1968، ومجموعة الإحياء والمحاكاة الساخرة Sha Na Na في عام 1969، وأدت السبعينيات والثمانينيات إلى إحياء الخمسينيات وأوائل الستينيات من القرن الماضي مع الأفلام والبرامج التلفزيونية مثل الكتابة على الجدران الأمريكيةو أيام سعيدة وزواج بيجي سو تدور أحداثها في هذه الفترة الزمنية.

#### إعادة اللعب
هي هواية أصبحت ذات شعبية متزايدة حيث يلعب الأفراد ألعاب الفيديو على أجهزة كمبيوتر قديمة أو وحدات تحكم ألعاب كلاسيكية. إن ما يشكل آلة قديمة أو قديمة يكون أحيانًا مفتوحًا للنقاش، ولكن عادةً ما يهتم معظم اللاعبين القديمين بـ كومودور 64 وأميغا 500 وأتاري 2600 ونينتندو إنترتينمنت سيستم وميجا درايف وبلاي ستيشن ونينتندو64 ودريم كاست وسوبر نينتندو إنترتينمنت سيستم وألعاب ووحدات تحكم غيم بوي. غالبًا ما تلعب المحاكاة دورًا في إعادة تشغيل الألعاب في حالة عدم توفر الأجهزة الأصلية.

#### الطائرات

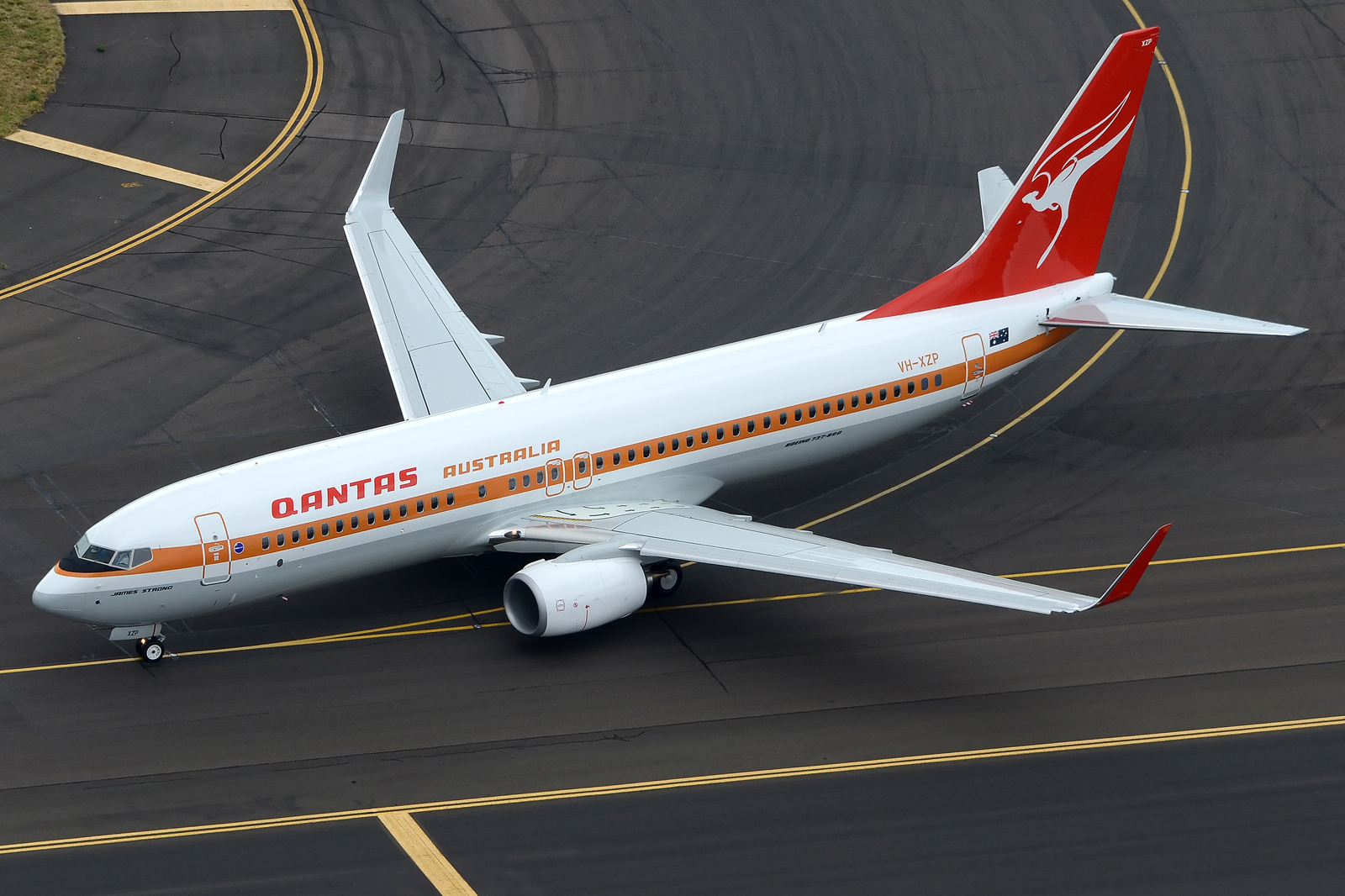
طائرة كانتاس بوينغ 737-800في مطار سيدني

اختارت مجموعة من شركات الطيران رسم كسوة تاريخية على طائرة واحدة مختارة في أسطولها الحديث، عادةً كأداة تسويقية أو للاحتفال بالذكرى السنوية.

## أنظر أيضا
- حب اقتناء واستعمال الحواسيب القديمة